# 小行星8516
小行星8516（英語：8516 Hyakkai）是一颗围绕太阳公转的小行星。1991年10月13日，T. Hioki、早川修司在奥多摩町发现了此天体。
这颗小行星的绝对星等为346.68064等。